# Fortunata y Jacinta
Fortunata y Jacinta és una novel·la en castellà de l'escriptor espanyol Benito Pérez Galdós, publicada l'any 1887 com a part del cicle novelas españolas contemporáneas. És considerada per molts com la millor novel·la de Galdós i, juntament amb La Regenta de Leopoldo Alas y Ureña, és una de les màximes exponents del realisme espanyol i de la novel·la espanyola del segle xix.
Situada a Madrid entre els anys 1869 i 1876, Fortunata y Jacinta narra la història de dues dones de classes socials diferents unides per un destí tràgic. L'obra destaca per incloure més d'un centenar de personatges, tots ells amb un perfil psicològic ben definit. Al llarg dels anys, la novel·la s'ha adaptat a diversos mitjans; a més de múltiples versions teatrals, destaquen la pel·lícula homònima del 1970, dirigida per Angelino Fons, i la sèrie de televisió homònima del 1980, dirigida per Mario Camus i emesa per Televisió Espanyola.